# 鐵刀木

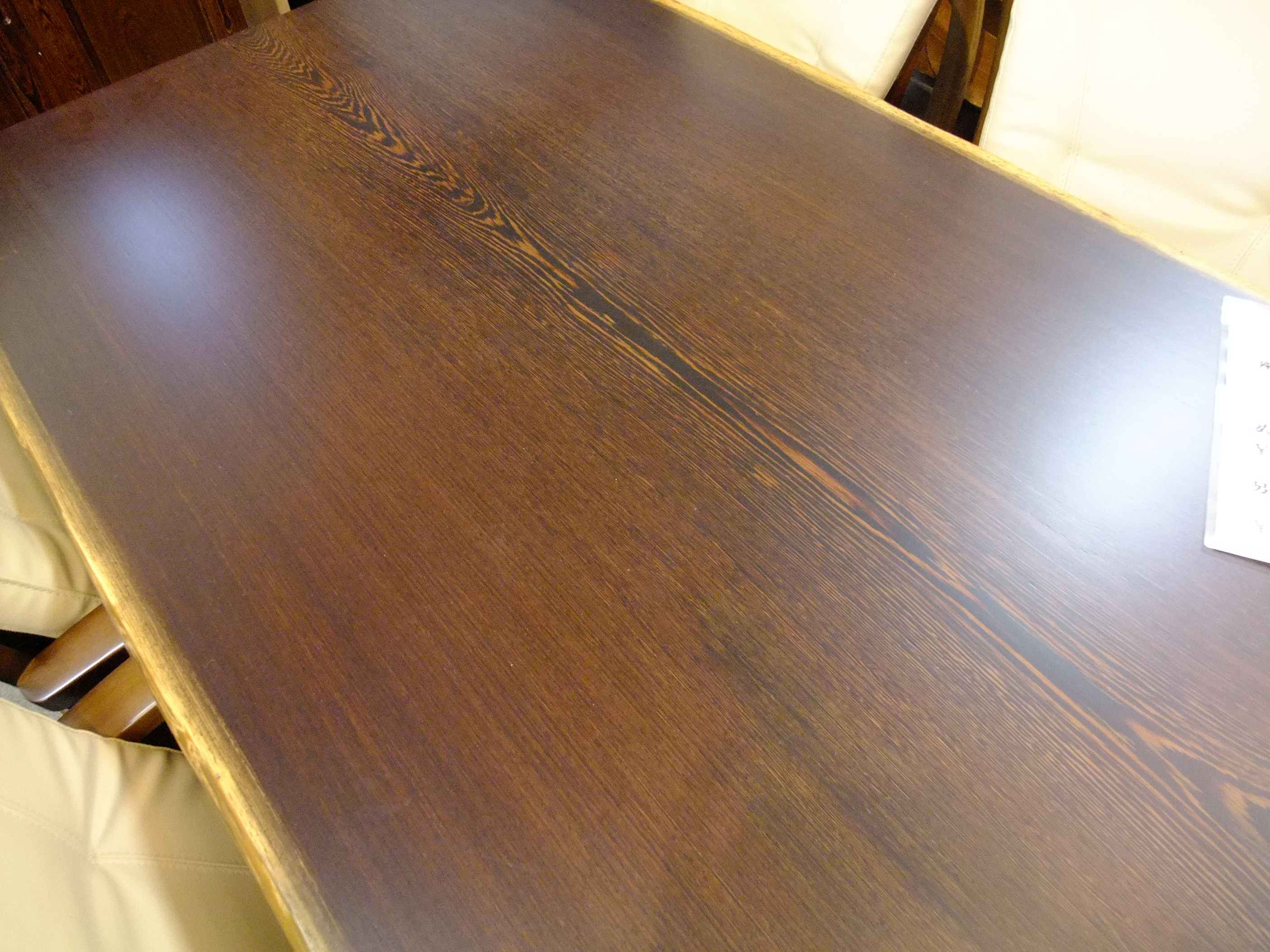
鐵刀木在中国古典家具的製作上是一種高價值的木種.

鐵刀木（學名：Senna siamea），別稱泰國山扁豆、暹羅槐、暹羅決明、孟買薔薇木、孟買黑檀、鐵路木、挨刀樹及黑心樹（雲南）等，為豆科蘇木亞科決明屬植物，種加詞siamea意為「暹羅的」。一說本種因木質堅硬，鐵刀也不能輕易破開樹幹，故名鐵刀木；另一說本種因木質堅硬，硬如鐵刀而得名鐵刀木。本樹亦為GB/T 18107-2017《紅木》裡規定的雞翅木樹種。

## 別名
鐵刀木又名黑心樹，相傳雲南某地一位土司因生前作惡多端，死後為懺悔一生所作，而變成樹木讓村民砍伐作薪柴之用。西雙版納傣族的族民大量栽種本種作薪材之用，族民每次砍伐本種的枝幹後，本種很快長出眾多的枝條，3年之後可再次砍伐，因此又名挨刀樹。本種因常用於鐵道枕木，因而有鐵路木之稱。

## 分佈
原產於馬來西亞、泰國、緬甸、印度南部及斯里蘭卡等地，現分佈於馬來西亞、泰國、緬甸、印度南部、斯里蘭卡、中國、台灣南部等地，中國國內分佈於海南、廣西、廣東、香港、福建、雲南等地。本種為陽性植物喜光、喜溫，耐旱、耐鹼、抗污染，不耐蔭蔽、寒害、霜凍之地不能生長，對土壤要求不嚴，排水良好的山地及空曠平原之地亦生長良好，故常廣泛種植作觀賞及綠化之用，為優良的先鋒樹種。

## 用途
鐵刀木的木質堅硬，邊材黃白色至白色，心材暗褐色至紫黑色，因心材耐腐、耐濕、不受白蟻及蟲蛀危害，可供作建材、家具、雕刻或樂器。鐵刀木亦因生長迅速，萌芽力強，而木材易燃、熱量高、火力強，且燃燒時沒有火花，西雙版納傣族的族民大量栽種作薪材之用。葉可入藥作緩瀉劑；根則可用於製造驅蟲藥；樹皮、葉及果實含單寧，可提煉栲膠；枝幹上可放養紫膠蟲，供作生產紫膠。本種亦因常綠、花期長、病蟲害少、生長迅速及維護容易等優點，而成為行道樹及防護林樹種之一。
於台灣共有數種蝴蝶以鐵刀木為食物來源，分別為荷氏黃蝶、台灣黃蝶及銀紋淡黃蝶等，於日治末期日本政府在海拔100米至500米的雙溪及東勢坑溪一帶谷地與丘陵地帶廣植鐵刀木，以供製作槍托及鐵道枕木，因而吸引大量淡黃蝶棲息於此，形成今天的高雄市美濃區內的旅遊景點黃蝶翠谷。

## 形態特徵
鐵刀木是一種常綠喬木，高約10米，可達20米；樹皮深灰色，稍縱裂，近平滑；嫩枝披短柔毛；小枝粗壯，疏披短柔毛，具棱條。

### 葉
葉為一回偶數羽狀複葉，長約20－30厘米；葉軸及葉柄披微柔毛，均無腺體，葉軸先端常有針狀長尖頭；小葉5－12對，對生，近革質，長圓形或卵狀長橢圓形，先端圓鈍至微凹，有短尖頭，基部圓形，全緣，兩面平滑，表面濃綠色，無毛，背面綠色，披脫落性短柔毛，葉脈凸起，頂端突出成芒狀，羽狀側脈8－10對，長約3－7厘米，寬約1.2－2.5厘米；小葉柄長約2－3毫米；托葉針形，微細，早脫落。

### 花
花為傘房花序，腋生，或圓錐花序，頂生，寬約3－5厘米；夏季開花，開花時呈整樹開花狀；兩性花；苞片線形，長約5－6毫米；萼片5枚，近圓形，革質，表面披細毛，不等長，內生較外生的為大，覆瓦狀排列；花冠直徑約2.5厘米；花瓣5枚，分離狀，闊倒卵形，黃色，具短柄，長約12－14毫米；雄蕊10枚，離生，當中6－7枚為發育雄蕊，較大，2－3枚為退化雄蕊，較小；花藥縫線無毛，頂孔開裂；子房上位，1室，帶形，無柄，披白色短柔毛。

### 果
果為莢果，木質，扁平線形，向基部漸狹，邊緣加厚，先端無芒尖，表面光滑，密披短絨毛，綠色，成熟時帶紫褐色，種子所在處明顯凸出，側看成波浪狀，長約15－30厘米，寬約1－1.5厘米；種子10－20顆。

## 外部連結
- （简体中文）. 中國自然博物館物种相册.   [August 29, 2011].[]
- . 泉州教科研網.   [August 29, 2011]. （原始内容存档于2011年12月28日）.
- . 台灣野生植物資料庫.   [August 29, 2011]. （原始内容存档于2019-08-28）.
- . 臺灣本土植物資料庫.   [August 29, 2011]. （原始内容存档于2020-04-13）.
- . 台灣植物資訊整合查詢系統.   [August 29, 2011]. （原始内容存档于2016-03-05）.
- . 香港植物標本室.   [August 29, 2011].[永久]
- . 康樂及文化事務署綠化香港運動.   [August 29, 2011]. （原始内容存档于2010年8月13日）.
- 雞翅木-中文百科在線